# Saint-Pierre-de-Varengeville
Saint-Pierre-de-Varengeville is een gemeente in het Franse departement Seine-Maritime (regio Normandië) en telt 2267 inwoners (2005). De plaats maakt deel uit van het arrondissement Rouen.

## Geografie
De oppervlakte van Saint-Pierre-de-Varengeville bedraagt 13,1 km², de bevolkingsdichtheid is 173,1 inwoners per km².

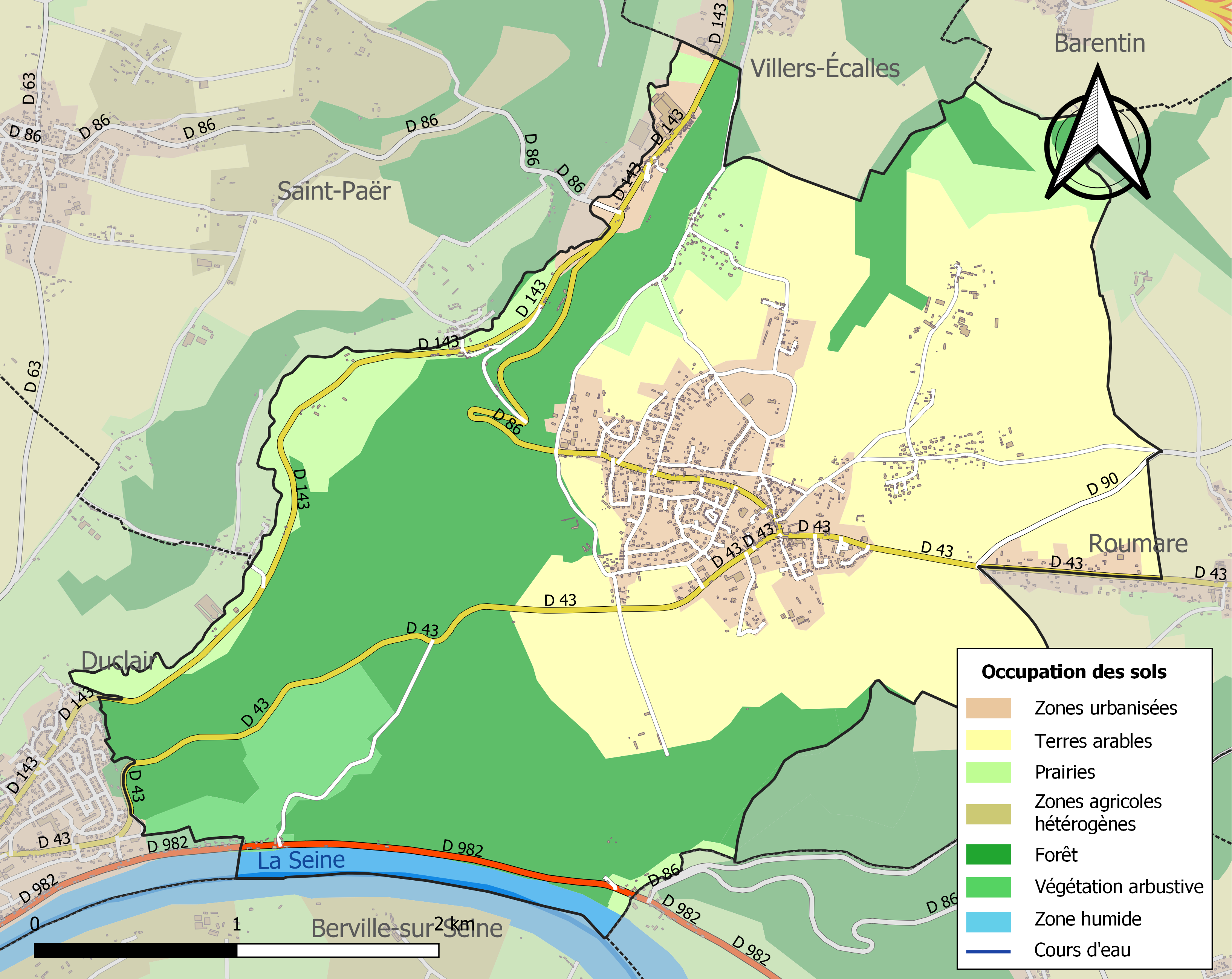
Kaart van de gemeente met de belangrijkste infrastructuur, bodemgebruik en omliggende gemeenten

## Demografie
Onderstaande figuur toont het verloop van het inwonertal (bron: INSEE-tellingen).